# Frederic al V-lea de Suabia
Frederic al V-lea (n. 16 iulie 1164, Pavia – d.c. 1170) aparținând dinastiei Hohenstaufen, a fost Duce al Suabiei din 1167 până la moarte. El a fost fiul cel mare al împăratului Frederic I Barbarossa și al celei de-a doua soții a sa, Beatrice de Burgundia.
În aprilie 1165, la vârsta de nouă luni, Frederic a fost cu logodit cu Eleonora Plantagenet, fiica în vârstă de trei ani a regelui Henric al II-lea al Angliei și a soției sale, Eleonora de Aquitania. Căsătoria celor doi nu a avut loc cel mai probabil datorită morții premature a lui Frederic.
În august 1167 a murit Frederic al IV-lea al Suabiei în timpul unei campanii militare în Regatul Italiei. Acesta era singurul fiu supraviețuitor al regelui Conrad al III-lea, unchiul împăratului Frederic Barbarossa.
Astfel s-a stins linia directă a moștenitorilor regelui Conrad al III-lea care a fost preluată de urmașii lui Frederic Barbarossa. Acesta a dat Ducatul Suabiei fiului său, Frederic, astfel încât dinastia Stauferilor a continuat fără întrerupere la cârmuirea acestui ducat.
În iulie 1169 la Bamberg, principii electori l-au ales rege romano-german pe Henric, fratele mai mic al lui Frederic, viitorul împărat Henric al VI-lea, în vârstă de trei ani și jumătate, pentru a fi asigurată moștenirea tronului imperial al tatălui său, Frederic Barbarossa. Încoronarea lui Henric a avut loc pe 15 august 1169 la Aix-la-Chapelle. Este de presupus că Frederic se născuse cu o constituție slabă și de aceea a fost preferat fratele său mai mic la această alegere.
Două surse medievale sugerează că Frederic era încă în viață la momentul alegerii fratelui său ca rege romano-german. Deoarece logodnica sa, Eleonora de Aquitania, s-a logodit în 1170 cu regele Alfonso al VIII-lea al Castiliei, este de presupus că Frederic a murit în a doua jumătate a anului 1169 sau la începutul anului 1170.
Frederic a fost înmormântat în Mănăstirea din Lorch, locul de înmormântare al Stauferilor fondat de străbunicul său, ducele Frederic I al Suabiei.
La moartea lui Frederic, numele său a fost preluat de cel de-al treilea fiu al lui Barbarossa, care avea trei ani și fusese numit la naștere „Conrad”. Acesta a devenit duce al Suabiei în jurul anului 1170 sub numele Frederic al VI-lea astfel fiind păstrat numele Frederic în linia succesorală a familiei Hohenstaufen.